# Diouna
Diouna est une localité et une commune rurale du Mali de l'arrondissement de Katiéna, dans le cercle et la région de Ségou.

## Villages
La commune s'étend sur 11 localités relevées lors du recensement général de 2009. 
Les villages les plus peuplés sont :
- Zangonibougou (1 625 habitants) ;
- Diouna (1 600 habitants) ;
- Shié (1 378 habitants).